# Escoles Francesc Macià
Les Escoles Francesc Macià és un edifici escolar de Vilassar de Dalt (Maresme) protegida com a bé cultural d'interès local. Actualment és la seu de l'espai cívic les Escoles, equipament de l'Ajuntament de Vilassar de Dalt,

## Descripció
Edifici civil format per dos cossos longitudinals col·locats perpendicularment, de manera que formen una planta de creu. A nivell d'alçada, té baixos, pis, golfes i està cobert per una teulada amb quatre vessants a un dels cossos i a l'altre amb dos. El carener és perpendicular a la façana.
Destaquen les grans obertures de la façana que recorren la planta baixa i el pis; les dues portes amb trenca aigües al damunt, i els ulls de bou de les golfes. El voladís de la teulada està realitzat amb diverses fileres de maons. Els angles de l'edifici presenten grans carreus vistos.
El conjunt està envoltat d'un ampli pati. Hi ha un cos i una escala lateral construïda posteriorment, que comunica directament amb l'esmentat pati.